# Bessie Braddock
Elizabeth Margaret Braddock, née Bamber le 24 septembre 1899 à Liverpool (Royaume-Uni) et morte le 13 novembre 1970 dans la même ville, est une femme politique britannique travailliste, membre du Parlement pour la circonscription de Liverpool Exchange entre 1945 et 1970. 

## Biographie
Sa mère, Mary Bamber était une travailleuse sociale, syndicaliste, et suffragette.
Après avoir appartenu au Parti travailliste indépendant, Bessie Braddock rejoint le Parti communiste de Grande-Bretagne lors de sa création en 1920. Elle s'en éloigne et rejoint finalement en 1924 le Parti travailliste. Pendant la Seconde Guerre mondiale, elle travaille comme ambulancière à Liverpool.
Au parlement en 1945, elle repprochera à Sir Winston Churchill : "Monsieur vous êtes soûl !" et ce dernier lui répondra "Ma chère Bessie vous êtes laide. Mais moi demain j'aurai dessoulé alors que vous vous serez toujours laide."
Au Parlement, elle soutient les réformes sociales du gouvernement Attlee, et la création en 1948 du National Health Service.
Comme la députée travailliste Mabel Ridealgh, elle a critiqué la mode « New Look » de Christian Dior à sa sortie.

## Source de la traduction
- (en) Cet article est partiellement ou en totalité issu de l’article de Wikipédia en anglais intitulé « Bessie Braddock » (voir la liste des auteurs).